# Thopelia
Thopelia là một chi bướm đêm thuộc họ Erebidae.